# トニー・ノウルズ
アンソニー・キャロル・ノウルズ（英語: Anthony Carroll Knowles、1943年1月1日 - ）は、アメリカ合衆国の政治家、実業家。
第7代アラスカ州知事。第30代アンカレッジ市長。短縮形名はトニー・ノウルズ。2008年9月、タルサ大学のジョージ・カイザー一族の財団が出資する非営利のエネルギー政策機関であるナショナル・エネルギー・ポリシー研究所の所長に就任した。2010年には国立公園システム諮問委員会の一員に任命された。

## 初期の経歴
1943年1月1日、アメリカ合衆国でオクラホマ州のタルサに生まれた。1962年に陸軍に志願し第82空挺師団に入隊し、その後ベトナム戦争に従軍した。その後退役軍人の補償付き住居を建設する法案の可決を達成し、公認日やPOW・MIA山を通じてその奉仕をたたえた。1968年、イェール大学で経済学の学位を取得した。卒業後はアラスカに移住し、ノース・スロープやクック湾の石油関連で働いた。1969年、アンカレッジにダウンタウン・デリ＆カフェを含む4つのレストランを開店した。

## オバマ政権下

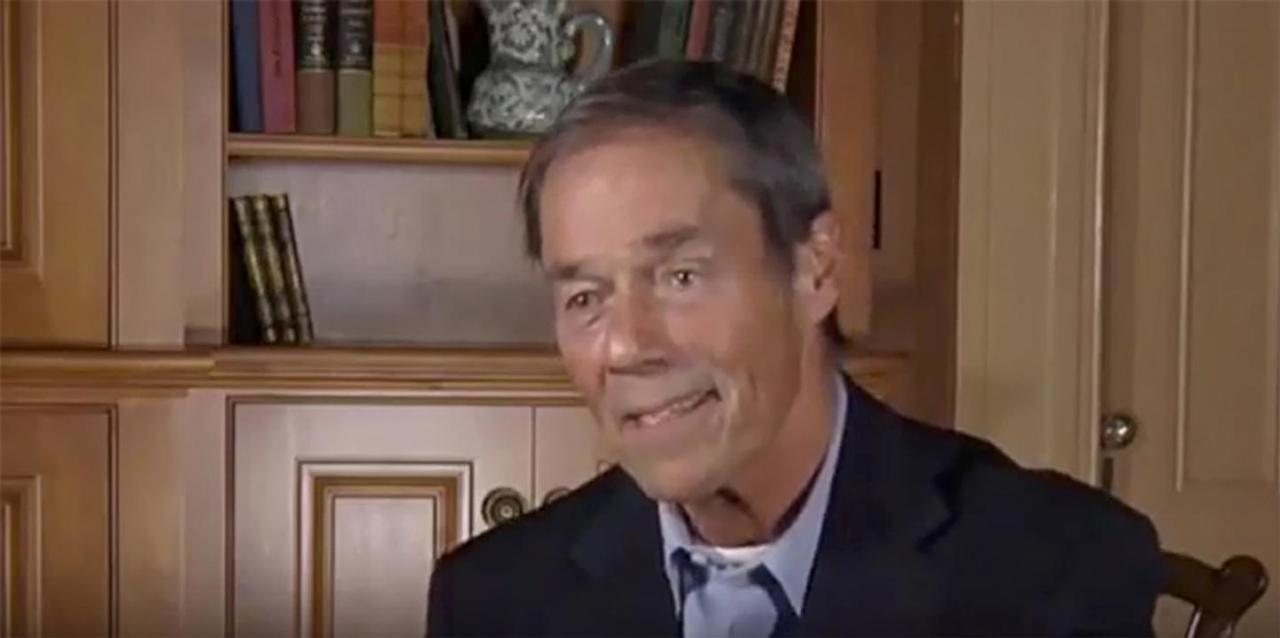
インタビューを受ける同氏 (2016年)